# Godlike
Godlike: Superhero Roleplaying in a World on Fire, 1936-1946 är ett amerikanskt rollspel som utspelas i ett alternativt andra världskriget där rollpersonerna har begåvats med övernaturliga superförmågor.
Rollspelet är skrivet av Dennis Detwiller och blev det första rollspelet som använde Greg Stolzes spelsystem one roll engine (O.R.E.). Godlike producerades ursprungligen av Dennis Detwiller och John Tynes från Pagan Publishing och publicerades av Hawthorn Hobgoblynn Press. I dag publiceras spelet av förlaget Arc Dream Publishing och är i sin tredje upplaga.
I december 2006 släppte Arc Dream Publishing sitt nya rollspel Wild Talents som är en fristående uppföljning till Godlike i samma spelvärld, men utspelar sig istället under 1970-talet.

## Spelvärld
Godlike utspelar sig i en alternativ historieversion av andra världskriget där supermänniskor som utnämnts som "talanger" (engelska: talents) har utvecklat oförklarliga övernaturliga förmågor. Rollspelet är ett "realistiskt" superhjälterollspel där hjältarna inte bär pråliga och färgglada dräkter och tvingas slåss för sina liv. Viljepoängen som används för att aktivera deras superkrafter kan nämligen dräneras snabbt i kontakt med krigets fasor. Boken med grundreglerna innehåller detaljerade beskrivningar av de viktigaste händelserna under Andra världskriget, samt närmre beskrivningar av händelser som skiljer sig från verkligheten på grund av de inblandade talangerna.

## Regelsystem
Godlike använder regelsystemet One-Roll Engine i vilket ett tärningspölsystem där matchade tärningsresultat avgör hur bra och snabbt en handlingar lyckas. Systemet har fått sitt namn efter kärnan i regelsystemet - ett tärningsslag avgör initiativ, framgång, träffområde och skada från en handling. Spelet tillhandahåller även regler för d20-systemet.

## Utgåvor
- Detwiller; Stolze (2001). Godlike: Superhero Roleplaying in a World on Fire, 1936-1946. Hobgoblynn Press. sid. 352. ISBN 978-0-9710642-0-1
- Detwiller; Stolze (2012). Godlike: Superhero Roleplaying in a World on Fire, 1936-1946. Arc Dream. sid. 387. ISBN 978-0-9853175-1-5
- Detwiller; Stolze (2015). Godlike: Superhero Roleplaying in a World on Fire, 1936-1946. Arc Dream. sid. 382. ISBN 978-1-940410-16-6